# Besik Kudukhov
Besik Seradinovitch Kudukhov (en russe : Бесик Серадинович Кудухов), né le 15 août 1986 à Tskhilon et mort le 29 décembre 2013 dans un accident de la route, est un lutteur russe.
Aux Jeux olympiques d'été de 2008, il a remporté la médaille de bronze en lutte libre dans la catégorie moins de 55 kg. Aux Jeux olympiques d'été de 2012, il remporte la médaille d'argent dans la catégorie des moins de 60 kg. Il est le champion du monde en lutte libre 2007 (moins de 55 kg), 2009 (moins de 60 kg), 2010 (moins de 60 kg), 2011 (moins de 60 kg) et le vice-champion du monde 2006 (moins de 55 kg). Il est également le champion d'Europe en lutte libre 2007 (moins de 55 kg).
Le 29 août 2016, il est annoncé que Kudukhov est positif pour des substances dopantes qui devraient lui faire perdre sa médaille d'argent olympique de 2012 à Londres, après confirmation de l'UWW et du CIO. Le 27 octobre 2016, le CIO annonce abandonner les poursuites à l'encontre du sportif mort.